# Hydrobiosella dzumacensis
Hydrobiosella dzumacensis là một loài Trichoptera trong họ Philopotamidae. Chúng phân bố ở miền Australasia.